# Кайндер (Луїзіана)
Кайндер (англ. Kinder) — місто (англ. town) в США, в окрузі Аллен штату Луїзіана. Населення — 2170 осіб (2020).

## Географія
Кайндер розташований за координатами 30°29′0″ пн. ш. 92°51′4″ зх. д. / 30.48333° пн. ш. 92.85111° зх. д. (30.483356, -92.851189).  За даними Бюро перепису населення США в 2010 році місто мало площу 14,31 км², з яких 14,31 км² — суходіл та 0,00 км² — водойми.

## Демографія
Згідно з переписом 2010 року, у місті мешкало 2477 осіб у 1010 домогосподарствах у складі 637 родин. Густота населення становила 173 особи/км².  Було 1137 помешкань (79/км²).
Расовий склад населення:
| - 70,6 % — білих - 23,1 % — чорних або афроамериканців - 1,8 % — корінних американців - 1,3 % — азіатів |

До двох чи більше рас належало 2,6 %. Частка іспаномовних становила 1,9 % від усіх жителів.
За віковим діапазоном населення розподілялося таким чином: 27,1 % — особи молодші 18 років, 55,7 % — особи у віці 18—64 років, 17,2 % — особи у віці 65 років та старші. Медіана віку мешканця становила 36,5 року. На 100 осіб жіночої статі у місті припадало 86,2 чоловіків;  на 100 жінок у віці від 18 років та старших — 80,7 чоловіків також старших 18 років.
Середній дохід на одне домашнє господарство  становив 44 315 доларів США (медіана — 34 223), а середній дохід на одну сім'ю — 55 343 долари (медіана — 42 017). Медіана доходів становила 31 615 доларів для чоловіків та 33 831 долар для жінок. За межею бідності перебувало 18,4 % осіб, у тому числі 25,4 % дітей у віці до 18 років та 13,1 % осіб у віці 65 років та старших.
Цивільне працевлаштоване населення становило 983 особи. Основні галузі зайнятості: мистецтво, розваги та відпочинок — 27,6 %, освіта, охорона здоров'я та соціальна допомога — 22,1 %, публічна адміністрація — 10,8 %, роздрібна торгівля — 9,6 %.